# قضاء طوز خورماتو

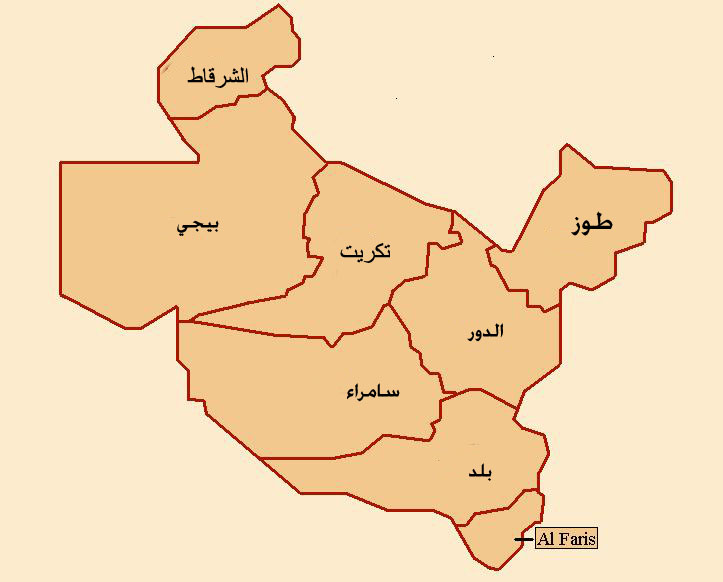
موقع قضاء طوز خورماتو في محافظة صلاح الدين

طوز خورماتو : قضاء شمال العراق في *محافظة صلاح الدين, يتكون من مركز قضاء و 3 نواحي.
- الطوز (مركز القضاء)
- سليمان بيك
- ينكجة
- آمرلي